# (6943) Moretto
(6943) Moretto ist ein Asteroid des inneren Hauptgürtels, der am 7. November 1978 von den US-amerikanischen Astronomen Eleanor Helin und Schelte John Bus am Palomar-Observatorium (IAU-Code 675) auf dem Gipfel des Palomar Mountain etwa 80 Kilometer nordöstlich von San Diego im Bundesstaat Kalifornien entdeckt wurde.
Der Himmelskörper wurde am 9. Juni 2017 nach dem Italienischen Maler und Freskanten Alessandro Moretto (ca. 1498–1554) benannt, der zu den bedeutendsten Malern der veneto-lombardischen Schule gehörte.